# Tuvinština
Tuvinština (tuvinsky тыва дыл, tyva dyl) je turkický jazyk, kterým mluví Tuvinci v republice Ruské federace Tuva (asi 230 000) ležící v jihocentrální Sibiři, mluvčí žijí také v Mongolsku a Číně (v obou dohromady asi 30 000). Historicky byl jazyk značně ovlivněn mongolštinou a tibetštinou, nově potom ruštinou, cyrilicí je psána tuvinština po roce 1940, kdy byla Tuva začleněna do Sovětského svazu. Nejblíže k tuvinštině stojí tofalarština.
Tuvinština se geograficky nachází na místě s velkou diverzitou ohrožených jazyků (v různém stupni), z nichž je právě tuvinština tím nejživějším, UNESCO ji klasifikuje jako zranitelnou.

## Klasifikace
Tuvinština se zpravidla řadí mezi severovýchodní větve, neboli mezi sibiřské jazyky, tam mezi jižní sibiřské jazyky. Zde má nejblíže tofalarštině, s kterou tvoří společnou sajanskou podvětev. Propojení lze sledovat i s jinými jihosibibiřskými jazyky, chakaštinou, nebo altajštinou. Tuvinština mluvená v Tuvě se obecně dělí na čtyři velké dialektické skupiny, západní, centrální, jihovýchodní a severovýchodní.
- Centrální dal vzniknout psanému jazyku.
- Západním se mluví na horním toku řeky Chemčik, patrné propojení s altajštinou.
- Severovýchodní, též todžinský, se používá především v okolí horního toku řeky Bij-Chem (Velký Jenisej). Mluvčí využívají nasalizaci a slovní zásoba obsahuje velmi rozsáhlý počet slov vztahujících se k lovu a chovu sobů.
- Jihovýchodní vykazuje největší vlivy mongolštiny.

Vedle toho existují více odlišné dialekty, kterými například mluví skupiny jako Džúngarové, Cengelové, Cátani, které ovšem nejsou dostatečně zdokumentované.

## Slovní zásoba
Velká část tuvinské slovní zásoby je turkického původu, nicméně i zde je patrný historicky silný vliv mongolštiny, odkud má tuvinština řadu vypůjčených slov a dokonce i několik přípon, některá slova mají také základ v ketštině a samojedských jazycích.
Konkrétně mají velkou důležitost slova týkající tradičního tuvinského způsobu obživy, chovu ovcí, koz a jaků. Vytříbená slovní zásoba obsahuje slova, která obsahují informace o věku, barvě i pohlaví dobytka zároveň (např. ak byzaa je bílé tele do stáří jednoho roku). O blízkém vztahu Tuvinců k zvířatům, který se promítl do slovní zásoby svědčí khoj özeeri, což označuje specifickou (šetrnou) formu porážky zvířete, ale zároveň nabývá toto slovo významu vlídnosti, či lidskost.

## Gramatika

### Morfologie
Tuvinština je podobně jako další turkické jazyky aglutinační, takže význam naznačují přídavné přípony. Tuvinština zná sedm pádů – nominativ, genitiv, dativ, akuzativ, ablativ, lokativ a allativ, některé příklady užití jsou ukázány na slově теве [teve], velbloud:
| Teve           | [teve]     | nominativ | 'velbloud' (žádná přípona)                                                                   |
| Teve + /-NIŋ/  | [teveniŋ]  | genitiv   | '(bez) velblouda'                                                                            |
| Teve + /-NI/   | [teveni]   | akuzativ  | 'velblouda' (jednoznačný význam, jako ve smyslu věty "Vidím (toho) velblouda.")              |
| Teve + /-KA/   | [teveɡe]   | dativ     | 'velbloudovi' (ve smyslu „k velbloudovi“ ovšem užíván allativ)                               |
| Teve + /-DAn/  | [teveden]  | ablativ   | 'od velblouda' nebo 'jako velbloud' (ve smyslu "vysoký jako velbloud")                       |
| Teve + /-DA/   | [tevede]   | lokál     | 'na velbloudu' nebo 've velbloudu' (v určitém kontextu může být užito k ukázání vlastnictví) |
| Teve + /-Je/   | [teveʒe]   | allativ   | 'k velbloudovi'                                                                              |
| Teve + /-DIvA/ | [tevedive] | allativ   | 'k velbloudovi' (zastaralý, respektive dialektický tvar)                                     |

U sloves ukazují koncovky čas, způsob a vid. Užívá se též pomocných sloves.

### Syntax
V tuvinštině se věta skládá v pořadí podmět-předmět-přísudek (SOV), takže věta může vypadat například „Теве сиген чипкен“ [teve siɡen tʃipken] (Velbloud seno jíst-MINULOST), přeloženo „Velbloud snědl seno.“

## Hláskový systém

### Souhlásky
Tuvinština má 19 souhláskových fonémů.
|             |                          | Labiály | Alveoláry | Palatály | Veláry |
| ----------- | ------------------------ | ------- | --------- | -------- | ------ |
| Nazály      | Nazály                   | m       | n         |          | ŋ      |
| Plosivy     | nepřídechové/ přízvučné1 | p       | t         |          | g      |
| Plosivy     | přídechové/ nepřízvučné1 | pʰ      | tʰ        |          | k      |
| Afrikáty    | Afrikáty                 |         | (t͡s)2     | t͡ʃ       |        |
| Frikativy   | nepřízvučné              | (f)2    | s         | ʃ        | x      |
| Frikativy   | přízvučné                |         | z         | ʒ        |        |
| Verberanty  | Verberanty               |         | ɾ         |          |        |
| Aproximanty | Aproximanty              | ʋ       | l         | j        |        |

1. Rozdíl je pro většinu mluvčích dán přídechem, nicméně pro některé je to znělost.
2. /f/ a /ts/ se nacházejí jen ve vypůjčených ruských slovech.

### Samohlásky
Tuvinské samohlásky existují ve třech variantách, dlouhé krátké a s hlubokým tónem.
|         |                | krátké | krátké | dlouhé | dlouhé | hlubokého tónu | hlubokého tónu |
| ------- | -------------- | ------ | ------ | ------ | ------ | -------------- | -------------- |
| zavřené | otevřené       | zav.   | ot.    | zav.   | ot.    |                |                |
| přední  | nezaokrouhlená | i      | e      | iː     | eː     | ì              | è              |
| přední  | zaokrouhlená   | y      | ø      | yː     | øː     | ỳ              | ø̀              |
| zadní   | nezaokrouhlená | ɯ      | a      | ɯː     | aː     | ɯ̀              | à              |
| zadní   | zaokrouhlená   | u      | o      | uː     | oː     | ù              | ò              |

## Grafický systém
V současnosti je tuvinština zapisována cyrilicí, tedy vlastně ruskou abecedou se třemi přidanými znaky. Jedná se o ң (přepisem do latinky „ng“, IPA [ŋ]), ө („ö“, IPA [ø]) a ү („ü“, IPA [y]).
Znaky Е a Э se v tuvinštině užívání v odlišném smyslu než v ruštině. Э se užívá pro značení krátkého e na začátku slov, znaku Е se užívá pro stejnou hlásku uvnitř a na konci slov. Е na začátku slov potom má většinou značit původní výslovnost znaku v ruštině (většinou u slov ruského původu). Dále zdvojené ЭЭ zastupuje dlouhé é. Znak ъ se používá k naznačení hlubokého tónu hlásky.

### Historie
Tuvinština neměla dlouho svoji psanou podobu a Tuvinci používali mongolštinu jako svůj psaný jazyk, pouze v klášterech se provizorně psalo mongolským, případně tibetským písmem, později Nikolaus Poppe navrhl upravené mongolské písmo pro tuvinštinu.
Následně v roce 1930 vytvořil tuvinský buddhistický mnich Monguš Lopsan-Čimit latinskou abecedu přizpůsobenou pro jazyk Tuvinců. Ovšem v roce 1941 byl Lopsan-Čimit v rámci stalinských čistek popraven. V roce 1943, ještě před anexí Tuvinské lidové republiky Sovětským svazem byla latinská abeceda nahrazena cyrilicí, která se používá dodnes. Od roku 1990, kdy se po rozpadu Sovětského svazu situace jazyka a společnosti stabilizovala, se znovu diskutuje o nové podobě tuvinské latinky.

## Příklady

### Číslovky
| Tuvinsky | Česky |
| биp      | jeden |
| ийи      | dva   |
| үш       | tři   |
| дөpт     | čtyři |
| бeш      | pět   |
| aлды     | šest  |
| чeди     | sedm  |
| сес      | osm   |
| тoc      | devět |
| он       | deset |

## Vzorový text
Otče náš (modlitba Páně):
Дээpде Адавыс!
Сээң адың алдаpжызын!
Сээң Чагыргаң чедип келзин.
Дээрге дег, черге база
Сээң күзел-сорууң чогуп бүтсүн.
Амыдыраар хлеб-тараавысты
бөгүн биске хайырла.
Биске буруулуг улусту өршээгенивис дег,
бачыттарывысты база биске өршээ.
Бисти күткүлгеге алыспас кылып көр,
ол ышкаш бузуттугдан бисти адырып көр.
Чүге дээрге Сээң Чагыргаң, күжүң база алдарың кезээ мөңгеде турар.
Аминь.

### Všeobecná deklarace lidských práv
| tuvinsky    | Бүгү кижилер хостуг база мөзүзү болгаш эргелери дең кылдыр төрүттүнер. Оларга угаан- сарыыл болгаш арын-нүүр бердинген болур болгаш олар бот-боттарынга акы-дуңмалышкы хамаарылганы көргүзер ужурлуг. |
| transkripce | Bygy kižiler xostug baza mөzyzy bolgaš ergeleri deņ kьldьr tөryttyner. Olarga ugaan-sarььl bolgaš arьn-nyyr berdingen bolur bolgaš olar bot-bottarьnga akь-duņmalьškь xamaarьlganь kөrgyzer užurlug.  |
| česky       | Všichni lidé se rodí svobodní a sobě rovní co do důstojnosti a práv. Jsou nadáni rozumem a svědomím a mají spolu jednat v duchu bratrství.                                                            |